# الحركة الاشتراكية اليونانية
الحركة الاشتراكية اليونانية (باليونانية: Πανελλήνιο Σοσιαλιστικό Κίνημα، حرفياً: الحركة الاشتراكية لكامل اليونان، اختصاراً: ΠΑΣΟΚ) حزب سياسي في اليونان ينتمي إلى يسار الوسط، وهو واحد من أكبر حزبين في اليونان، والحزب الآخر هو الديمقراطية الجديدة.

## التاريخ
تأسس الحزب في 3 سبتمبر 1974 على يد أندرياس باباندريو بعد سقوط النظام العسكري الدكتاتوري في اليونان، وشارك في نوفمبر من السنة نفسها في الانتخابات. وفي انتخابات سنة 1981 كان أول حزب احتماعي ديمقراطي يحصل على الأغلبية في البرلمان اليوناني.
باسوك عضو في الأممية الاشتراكية، وفي أيام باباندريو كان يجمع بين الاشتراكية الديمقراطية والنزعة القومية اليونانية.